# Nikolai Iwanowitsch Massalow
Nikolai Iwanowitsch Massalow (russisch Николай Иванович Масалов; * 10. Dezember 1922 in Wosnessenka bei Mariinsk; † 20. Dezember 2001 in Tjaschinski) war ein Sergeant der Roten Armee, der in der Schlacht um Berlin einem deutschen Mädchen das Leben rettete.

## Leben
Massalow absolvierte nach dem Besuch der Dorfschule eine halbjährliche Traktoristenausbildung und arbeitete dann im Kolchos Nowaja Schisn.
Während des Deutsch-Sowjetischen Krieges zog die Rote Armee Massalow im Dezember 1941 in Tomsk ein. Nach der Ausbildung zum Mörserschützen kam er im März 1942 mit der 284. Schützendivision an die Brjansker Front. Während eines Rückzugs von Jelez wurde Massalow am 13. Juli 1942 erstmals verwundet. Ab Ende November 1942 kämpfte er in der Schlacht von Stalingrad auf dem Mamajew-Hügel, wo er am 21. Januar erneut verwundet wurde. Von Juli 1944 bis Januar 1945 befand sich seine in 79. Gardeschützendivision umbenannte Einheit im Magnuszew-Brückenkopf südlich von Warschau und im Verlauf der Weichsel-Oder-Operation in einem Brückenkopf auf dem westlichen Oder-Ufer gegenüber von Küstrin.

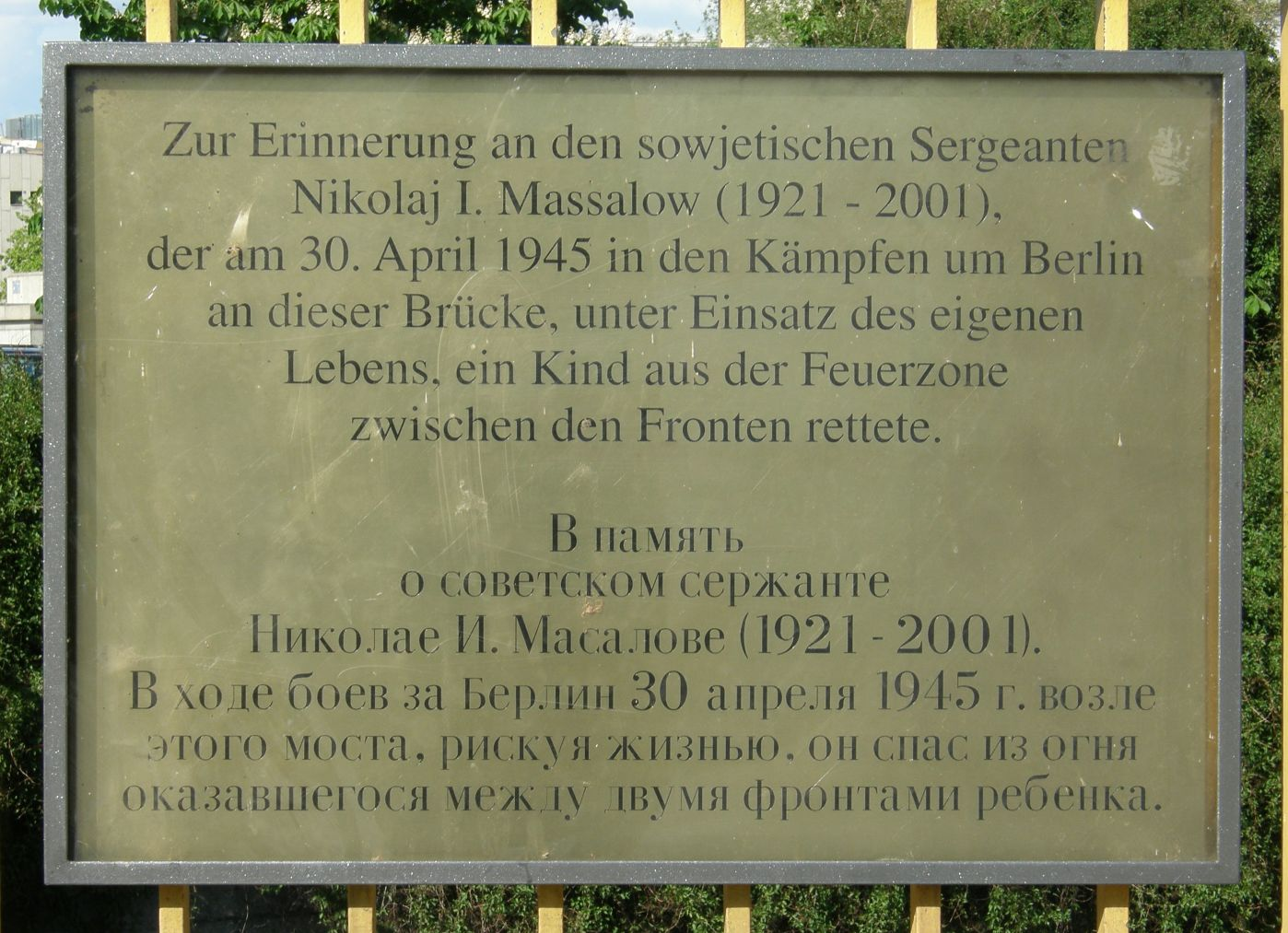
Massalow-Gedenktafel an der Potsdamer Brücke, Berlin-Tiergarten

In der Schlacht um Berlin zeichnete sich Massalow in besonderer Weise aus. Der Oberbefehlshaber der 8. Gardearmee Wassili Iwanowitsch Tschuikow berichtete, dass Massalow als Fahnenträger des 220. Gardeschützenregiments der 79. Gardeschützendivision am 30. April 1945 eine Stunde vor der Artillerievorbereitung der Einnahme des Berliner Regierungsviertels auf dem Weg in den Tiergarten an das Südufer des Landwehrkanals kam und ein nach der Mutter rufendes Mädchen von der anderen Seite hörte, trotz Maschinengewehrfeuers über die Potsdamer Brücke kroch und das Mädchen mit Unterstützung der Kameraden rettete. Massalow kehrte nach dem Krieg nach Tjaschinski zurück. Wegen seiner Verwundungen konnte er nicht mehr als Traktorist arbeiteten und wurde Hausmeister eines Kindergartens. Massalow war verheiratet und hatte eine Tochter.
Aufgrund des Tschuikow-Berichts war 1949 die Legende entstanden, Massalows Rettungstat sei die Grundlage für Jewgeni Wiktorowitsch Wutschetitschs Skulptur „Der Befreier“ auf dem zentralen Grabhügel des Sowjetischen Ehrenmals im Treptower Park gewesen. Massalow selbst kannte die Skulptur lange Zeit nicht und Wutschetitsch berichtete, er habe die Gestalt des Befreiers mit einem Mädchen auf dem Arm als Allegorie für den Sieg über den Faschismus, für das Heldentum der Sowjetsoldaten und eine friedliche Zukunft gemeint. Um die Darstellung einer konkreten Tat sei es ihm nicht gegangen. Modell für den „Befreier“ war der Soldat Iwan Odartschenko. Die in der Zuschreibungsgeschichte ebenfalls auftauchende Rettungstat eines Obersergeanten namens Trifon Andrejewitsch Lukjanowitsch (1945) erwies sich als Erfindung des Frontberichterstatters Boris Polewoi aus dem Jahr 1945.
Im Mai 1965 lud der Ost-Berliner Magistrat Massalow zur Teilnahme an den Feierlichkeiten zum 20. Jahrestags der Befreiung nach Berlin ein und verlieh ihm die Ehrenbürgerwürde. Diese entzog ihm 1992 der Senat von Berlin bei der Bestätigung der Ehrenbürgerschaften in der wiedervereinigten Stadt.

## Ehrungen
- Medaille „Für die Verteidigung Stalingrads“ (22. Dezember 1942)
- Tapferkeitsmedaille (29. Januar 1944)
- Medaille „Für Verdienste im Kampf“ (20. April 1945)
- Ruhmesorden III. Klasse (7. Mai 1945)
- Orden des Vaterländischen Krieges I. Klasse (6. April 1985)[3]
- Ehrenbürger von Ost-Berlin, Weißenfels und Tjaschinski.